# Liste der Naturdenkmale in Eppenbrunn
Die Liste der Naturdenkmale in Eppenbrunn nennt die im Gemeindegebiet von Eppenbrunn ausgewiesenen Naturdenkmale (Stand 23. Mai 2024).

## Naturdenkmale
| Nr.         | Bezeichnung          | Lage                                                         | Beschreibung        | Bild                                    |
| ----------- | -------------------- | ------------------------------------------------------------ | ------------------- | --------------------------------------- |
| ND-7340-202 | Eulenfels            | südöstlich des Ortes; Abteilung Rothälschen Lage             | Buntsandsteinfelsen | Direkt Bild zu diesem Denkmal hochladen |
| ND-7340-203 | Krappenfelsen        | östlich des Ortes; Abteilung Hohelist Lage                   | Buntsandsteinfelsen | Direkt Bild zu diesem Denkmal hochladen |
| ND-7340-204 | Christkindelfelsen   | östlich des Ortes; Abteilung Hohelist Lage                   | Buntsandsteinfelsen | Direkt Bild zu diesem Denkmal hochladen |
| ND-7340-205 | Felsenzug Altschloss | südwestlich des Ortes auf der Ostseite des Brechenbergs Lage | Buntsandsteinfelsen | mehr Fotos \| Fotos hochladen           |

## Ehemalige Naturdenkmale
| Nr. | Bezeichnung | Lage                                                | Beschreibung                             | Bild                                    |
| --- | ----------- | --------------------------------------------------- | ---------------------------------------- | --------------------------------------- |
|     | Rüdelseiche | südlich des Ortes; Abteilung Am Klosterbrückel Lage | Quercus sp.; Rechtsverordnung aufgehoben | Direkt Bild zu diesem Denkmal hochladen |